# Arde el cielo
Arde el cielo es el título del tercer álbum en vivo grabado por la banda de rock en español mexicana Maná. Fue lanzado al mercado por la compañía discográfica Warner Music Latina el 29 de abril de 2008. El disco se grabó en vivo en la gira mundial Amar es combatir que fue presenciada por más de dos millones de personas en América Latina y Europa. El grupo escogió para la grabación de Arde el cielo, dos de sus cuatro actuaciones en el Coliseo de Puerto Rico el 30 y 31 de marzo de 2007.
El material contiene 12 temas en directo y 2 temas inéditos grabados en estudio. El primero de estos temas inéditos es «Si no te hubieras ido», una canción del cantautor mexicano Marco Antonio Solís El Buki interpretada por diversos artistas, pero en la que Maná supo poner su peculiar sello. El segundo tema inédito del CD es «Arde el cielo», un tema compuesto y producido por Fher Olvera y Álex González.
El DVD contiene 12 canciones en directo que representan y repasan la historia de Maná, desde «Falta amor» a «Amar es combatir», pasando por una versión roquera de la canción ranchera «El rey», y canciones tan conocidas como «Rayando el sol» o «Vivir sin aire». Los miembros de la banda, en entrevistas a medios latinos, declararon que cuando programaron la gira y vieron la repercusión que tenía decidieron hacer este CD+DVD para sus seguidores.

## Lista de canciones

### CD
| Arde el cielo |                             |                           |          |  |
| N.º           | Título                      | Escritor(es)              | Duración |  |
| 1.            | «Déjame entrar»             | Fher Olvera               | 4:28     |  |
| 2.            | «Manda una señal»           | F. Olvera                 | 5:27     |  |
| 3.            | «Labios compartidos»        | F. Olvera                 | 6:02     |  |
| 4.            | «Bendita tu luz»            | F. Olvera · Sergio Vallín | 4:20     |  |
| 5.            | «Vivir sin aire»            | F. Olvera                 | 5:31     |  |
| 6.            | «¿Dónde jugarán los niños?» | F. Olvera · Álex González | 6:01     |  |
| 7.            | «Mariposa traicionera»      | F. Olvera                 | 4:31     |  |
| 8.            | «El rey»                    | José Alfredo Jiménez      | 5:08     |  |
| 9.            | «No ha parado de llover»    | F. Olvera · A. González   | 9:07     |  |
| 10.           | «En el muelle de San Blas»  | F. Olvera · A. González   | 6:16     |  |
| 11.           | «Clavado en un bar»         | F. Olvera                 | 7:00     |  |
| 12.           | «Rayando el sol»            | F. Olvera · A. González   | 6:23     |  |
| 13.           | «Si no te hubieras ido»     | Marco Antonio Solís       | 4:31     |  |
| 14.           | «Arde el cielo»             | F. Olvera                 | 4:34     |  |

### DVD
| Original Tracklisting |                             |          |  |
| N.º                   | Título                      | Duración |  |
| 1.                    | «DVD Intro»                 | 1:29     |  |
| 2.                    | «Déjame entrar»             | 5:08     |  |
| 3.                    | «Manda una señal»           | 5:22     |  |
| 4.                    | «Labios compartidos»        | 5:58     |  |
| 5.                    | «Bendita tu luz»            | 4:46     |  |
| 6.                    | «Vivir sin aire»            | 5:28     |  |
| 7.                    | «¿Dónde jugarán los niños?» | 5:43     |  |
| 8.                    | «Mariposa traicionera»      | 4:41     |  |
| 9.                    | «El rey»                    | 5:36     |  |
| 10.                   | «No ha parado de llover»    | 9:05     |  |
| 11.                   | «En el muelle de San Blas»  | 5:51     |  |
| 12.                   | «Rayando el sol»            | 6:19     |  |
| 13.                   | «Clavado en un bar»         | 7:16     |  |
| 14.                   | «Final y créditos»          | 1:31     |  |

## Sencillos
La banda interpreta 2 temas inéditos: 
- «Si no te hubieras ido», cover de la canción del cantautor mexicano Marco Antonio Solís El Buki.
- «Arde el cielo».

## Créditos y personal
- Fher Olvera - voz principal, guitarra acústica y eléctrica
- Álex González - batería, voces, coros,
- Sergio Vallín - guitarra acústica y eléctrica
- Juan Calleros - bajo

Personal adicional
- Juan Carlos Toribio – Teclados
- Fernando Vallín – segunda guitarra, coros
- Héctor Quintana – percusiones, coros

## Posiciones

### Álbum
| Lista (2008)                    | Máxima posición |
| ------------------------------- | --------------- |
| U.S. Billboard Top Latin Albums | 1               |
| U.S. Billboard Latin Pop Albums | 1               |
| U.S. Billboard Top Rock Albums  | 10              |
| U.S. Billboard 200              | 30              |
| U.S. Billboard Top Music Video  | 2               |